# Challenger de Houston 2018
El Oracle Challenger Series Houston 2018 fue un torneo de tenis profesional jugado en canchas duras. Se trata de la primera edición del torneo, que es parte de la 	ATP Challenger Tour 2018 para los hombres y WTA 125s de 2018 para las mujeres. Se llevó a cabo en Houston, Estados Unidos, entre el 12 de noviembre al 18 de noviembre de 2018.

## Jugadores participantes del cuadro de individuales
| Favorito | País                      | Jugador          | Rank1 | Posición en el torneo |
| -------- | ------------------------- | ---------------- | ----- | --------------------- |
| 1        | Bandera de Estados Unidos | Tennys Sandgren  | 61    | Primera ronda         |
| 2        | Bandera de Estados Unidos | Bradley Klahn    | 81    | CAMPEÓN               |
| 3        | Bandera de Croacia        | Ivo Karlović     | 102   | Cuartos de final      |
| 4        | Bandera de Italia         | Paolo Lorenzi    | 115   | Segunda ronda         |
| 5        | Bandera de China Taipéi   | Jason Jung       | 128   | Cuartos de final      |
| 6        | Bandera de Kazajistán     | Bjorn Fratangelo | 131   | Primera ronda, retiro |
| 7        | Bandera de Estados Unidos | Tim Smyczek      | 140   | Primera ronda         |
| 8        | Bandera de Alemania       | Dominik Köpfer   | 177   | Semifinales           |

- 1 Se ha tomado en cuenta el ranking del 5 de noviembre de 2018.

### Otros participantes
Los siguientes jugadores recibieron una invitación (wild card), por lo tanto ingresan directamente al cuadro principal (WC):
- Tom Fawcett
- Sumit Sarkar
- Ronnie Schneider
- Roy Smith

Los siguientes jugadores ingresan al cuadro principal tras disputar el cuadro clasificatorio (Q):
- Harrison Adams
- Alexis Galarneau
- Julian Lenz
- Michael Redlicki

### Individua femenino
| Tenista           | Ranking | Preclasificada |
| Belinda Bencic    | 37      | 1              |
| Monica Niculescu  | 78      | 2              |
| Heather Watson    | 101     | 3              |
| Jessica Pegula    | 125     | 4              |
| Fanny Stollár     | 127     | 5              |
| Varvara Lepchenko | 129     | 6              |
| Sofya Zhuk        | 133     | 7              |
| Marie Bouzková    | 142     | 8              |
| Nicole Gibbs      | 147     | 9              |

- Ranking del 5 de noviembre de 2018

### Dobles femenino
| Tenista                         | Ranking | Preclasificada |
| Naomi Broady Sabrina Santamaria | 143     | 1              |
| Asia Muhammad María Sánchez     | 151     | 2              |
| Desirae Krawczyk Giuliana Olmos | 152     | 3              |
| Alexa Guarachi Erin Routliffe   | 184     | 4              |

## Campeonas

### Individual Masculino
- Bradley Klahn derrotó en la final a  Roy Smith, 7-6(4), 7-6(4).

### Dobles Masculino
- Austin Krajicek /  Nicholas Monroe  derrotaron en la final a  Marcelo Arévalo /  James Cerretani, 4-6, 7-6(3), [10-5].

### Individuales femeninos
Peng Shuai venció a  Lauren Davis por 1-6, 7-5, 6-4

### Dobles femenino
Maegan Manasse /  Jessica Pegula vencieron a  Desirae Krawczyk /  Giuliana Olmos por 1-6, 6-4, [10-8]